# Courdemanche (Sarthe)
Courdemanche è un comune francese di 649 abitanti situato nel dipartimento della Sarthe nella regione dei Paesi della Loira.

## Società

### Evoluzione demografica
Abitanti censiti